# Festival de Cine de Alfaz del Pi
El Festival del Cine de Alfaz del Pi (o Festival de Cinema d'Alfas del Pi en valenciano) es un certamen cinematográfico que se celebra a principios de julio en el municipio alicantino Alfaz del Pi (España). El fundador y director hasta 2019 fue Juan Luis Iborra, quien fue sustituido por Luis Larrodera.

## Descripción
El Festival del Cine de Alfaz del Pi hizo su primera edición el 30 de junio de 1989. El principal objetivo por el que decidieron inaugurar este festival era promover el cine español para que "nadie se quede sin ir al cine", como mencionó el anterior director Iborra. Además, es el encuentro cultural más importante del año en Alfaz del Pi, desde el punto de vista turístico.
En julio de 2009 fue declarado Fiesta de Interés Turístico en la Comunidad Valenciana concedida por la Consejería de Turismo.  
Además, este año fue seleccionado por la Academia de las Artes y Ciencias Cinematográficas de España para hacer la preselección de candidatos a los Premios Goya en la categoría de Mejor Cortometraje Nacional de Ficción.

### Inscripción
Para inscribirse en el concurso se debe enviar el cortometraje a través de las plataformas validadas por el Festival: Festhome y Movibeta. El corto debe durar máximo 30 minutos y la fecha límite para presentarlo es el 11 de mayo a las 23:59h.

### Jurado
El jurado, como en el resto de las ediciones anteriores, está formado por profesionales del medio cinematográfico.

### Premios
En cada edición se conceden cinco premios con dotación económica por parte del Festival de Cine: 
- Primer premio "Faro de Plata" con dotación económica de 4.000 €
- Segundo premio con placa conmemorativa y una dotación económica de 2.000 €
- Tercer premio con placa conmemorativa y una dotación económica de 1.000 €
- Premio al mejor cortometraje valenciano con placa conmemorativa y 1.000 €
- Premio al mejor cortometraje de animación con placa conmemorativa y 1.000 €

El jurado también galardonará con placa conmemorativa, pero sin dotación económica, a los siguientes apartados técnicos y artísticos:
- Mejor Dirección
- Mejor Guion
- Mejor Actor
- Mejor Actriz
- Mejor Fotografía[6]

## Paseo de las Estrellas
El paseo de las Estrellas de Alfaz del Pi rinde homenaje a los artistas cinematográficos que distingue cada año el propio festival y está basado en el bulevar de Hollywood de los años 90. Las estrellas normalmente se ponen la segunda quincena de junio y se hace unos días antes del festival, como acto previo.
Hacer un "paseo de estrellas de Hollywood" fue idea del director Juan Luis Iborra que, aunque el certamen empezó en 1989, no se creó el paseo hasta dos años después, en 1991.
El paseo de las Estrellas está situado en el paseo que recorre la playa del Racó de l’Albir y es uno de los lugares que más visitas tiene, además de ser de los más fotografiados de la ciudad. En 2021, alcanzó las 75 estrellas, que son más de 500 metros.
Verónica Forqué y José Luis López Vázquez fueron las primeras estrellas del paseo en la primera edición. Y, a partir de aquí, se han ido añadiendo muchos más profesionales, desde actores, guionistas, directores hasta instituciones vinculadas a la industria.